# Haga hage
Haga hage är ett naturreservat i Gnesta kommun  i Södermanlands län.
Området är naturskyddat sedan 2004 och är 23 hektar stort. Reservatet som tidigare utgjort hagmark består av granskog, lövsumpskog och äldre ekskogar.